# Grumman A-6 Intruder
El Grumman A-6 Intruder fue un avión de ataque bimotor de ala media, diseñado por la compañía estadounidense Grumman Aerospace. Estuvo en servicio desde 1963 hasta 1997. El Intruder fue diseñado como una aeronave todotiempo que reemplazó al A-1 Skyraider. A pesar de algunos problemas iniciales con su sofisticado sistema de navegación y ataque, el A-6 demostró muy pronto ser una soberbia plataforma de ataque todotiempo. Capaz de llevar gran cantidad de armamento; el Intruder sería conocido como el “mini B-52”. Su radar de ataque le permitía una magnífica precisión en las misiones de bombardeo. A menudo fue utilizado para dirigir a otros aviones menos capacitados en misiones de bombardeo a ciegas, suministrando información de navegación y de lanzamiento de bombas.
Un derivado del A-6, especializado en guerra electrónica, el EA-6B Prowler, permaneció en servicio hasta mayo de 2008. Como el A-6 tenía prevista su jubilación, su labor en misiones de ataque de precisión fue asumida por el ahora retirado F-14 Tomcat, equipado con LANTIRN, que posteriormente ha pasado a ser realizadas por el F/A-18E Super Hornet.

## Desarrollo
El avión de ataque Intruder fue desarrollado en respuesta a una especificación de la Armada de los Estados Unidos, como una aeronave de ataque embarcada todo tiempo, para servir de reemplazo al avión de hélice A-1 Skyraider. Grumman obtuvo el contrato en 1957 y el prototipo resultante, denominado A2F-1, voló por primera vez el 19 de abril de 1960.

### Estudio de los aerofrenos

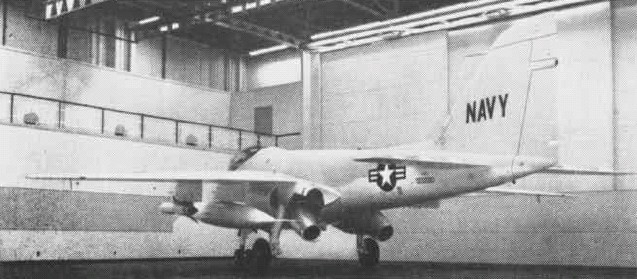
YA2F-1 mostrando la inclinación de las toberas.

En marzo de 1959, un equipo de Langley y Grumman, dirigido por el investigador Charles E. Mercer, llevó a cabo unas pruebas en el túnel transónico de Langley, para determinar la configuración óptima de los aerofrenos para el A-6. Los paneles de los aerofrenos estaban localizados inmediatamente detrás de las toberas de escape de los motores, en la parte posterior del fuselaje, lo que causaba preocupación por las cargas aerodinámicas y por el entorno térmico de los aerofrenos, durante condiciones de alta necesidad. Para complicar aún más el proyecto de ingeniería, el avión original también tenía una inclinación en las toberas, para incrementar la sustentación a bajas velocidades y reducir la velocidad de aproximación.
Las pruebas examinaron varias configuraciones propuestas, incluyendo el cambio de diseño del panel, el cual fue posteriormente incorporado en las siguientes versiones A-6A y EA-6A. Variantes posteriores del A-6 usaron alerones partidos de deflexión simétrica en la punta del ala como aerofrenos. Los aerofrenos originales fueron desactivados o desinstalados.

### Pruebas en túnel de viento giratorio vertical

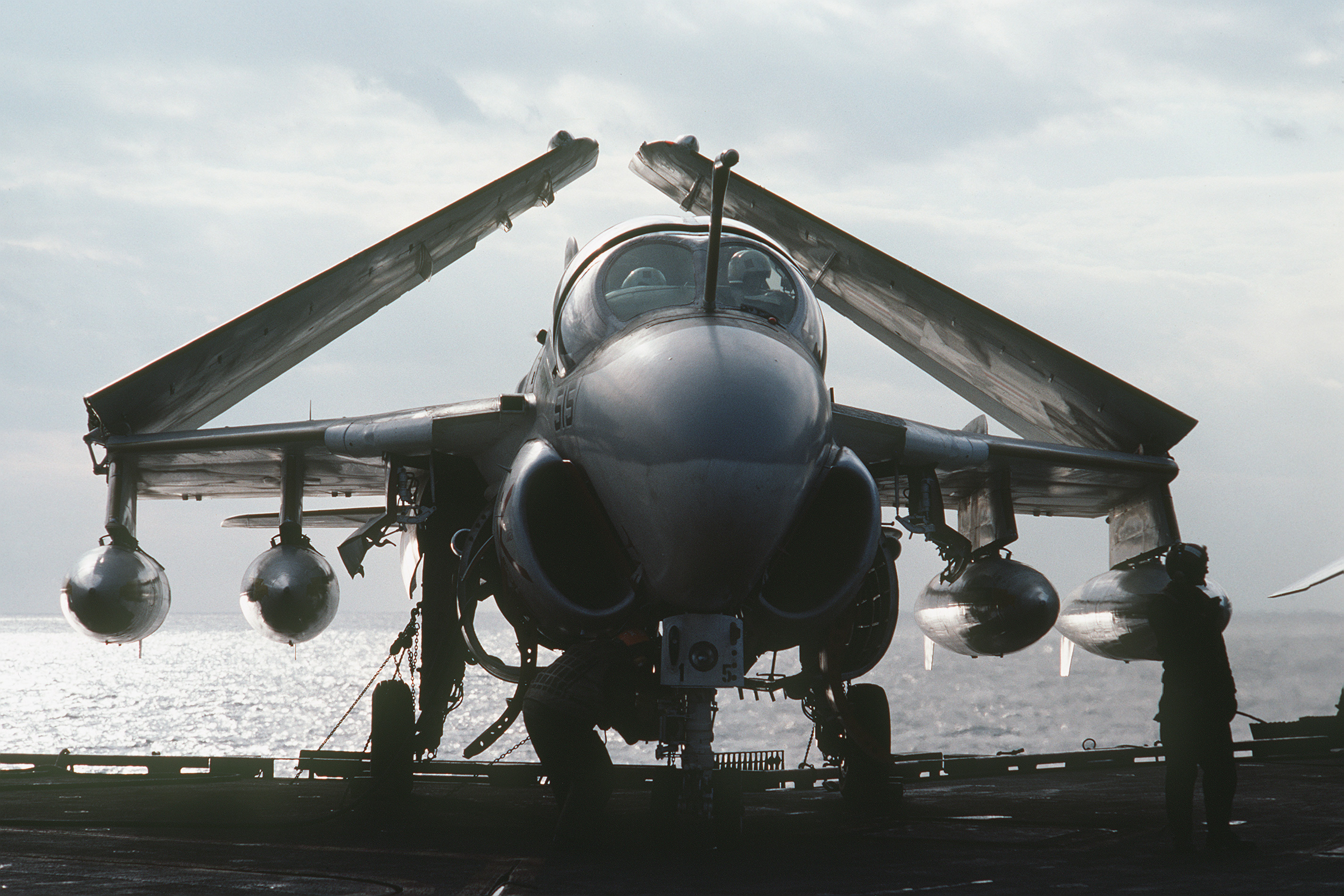
A-6E Intruder mostrando el sistema de plegado de alas.

Evaluaciones iniciales de las características de giro y de la recuperación de barrena del A-6, realizadas por Henry A. Lee en el túnel de viento giratorio vertical, indicaron que la recuperación de barrena podría ser significativamente mejorada alargando el timón de dirección y añadiendo deflectores adicionales en el estabilizador horizontal. Las pruebas en Langley determinaron que el gran ángulo deflector del estabilizador horizontal proporcionaba un mejor flujo en el estabilizador vertical durante los giros, incrementando así la efectividad del timón de dirección en los mismos. El timón de dirección fue alargado como resultado de estas pruebas.

### Alas de material compuesto
Para mediados de los años 80, el A-6 comenzó a mostrar su edad. La fatiga acumulada por los despegues catapultados y los aterrizajes frenados en los portaviones, así como la larga exposición a la sal marina, estaban comenzando a pasar factura en la vida de los componentes del avión. Fueron puestos en marcha estudios para un nuevo diseño de las alas. Las inspecciones en las estructuras de los A-6 mostraron problemas de corrosión. En enero de 1987, un fatal accidente derivó en una investigación sobre la fatiga estructural y tiempo de vida del avión. Antes de este terrible accidente, 72 A-6 estaban inmovilizados temporalmente en tierra, y otros 109 estaban siendo operados bajo restricciones de vuelo. Boeing comenzó un nuevo diseño de las alas bajo contrato de la Armada. Con una caja de torsión con carbono y fibra epoxy, una aleación ligera en las superficies de control y algo de titanio en varios componentes, la nueva ala era mucho más ligera que su predecesora. Pero esta ala nunca se llegó a montar, dado que el proyecto fue reemplazado por el del modelo A-12, que al final también fue cancelado.

## Diseño
Se trata de un avión de ataque biplaza con cabina ensanchada, de diseño bimotor y peso medio, con alas grandes y extendidas en disposición de ligera flecha hacia atrás. Las tomas de admisión del flujo de aire a los motores fueron originalmente diseñadas para giros descendentes, pero esto fue descartado en las aeronaves de producción por un nuevo diseño instalado a los costados de la cabina de mando, y cuentan con gran apertura para aumentar la potencia en los despegues desde portaaviones e incorporan unas pequeñas compuertas con peldaños, para que la tripulación pueda entrar a la cabina. 
La cubierta de la carlinga biplaza ensanchada se abre hacia atrás, facilitando la entrada de los tripulantes a la misma; el piloto se sienta en el puesto de la izquierda, mientras el NAV-Bomb utiliza el asiento derecho. Una sola pantalla CRT da una visión del terreno de delante, lo que permite a los miembros de la tripulación volar en operaciones todo tiempo a un nivel de vuelo bajo. Cuenta, además, con una sonda de reabastecimiento aéreo de combustible, instalada frente al parabrisas de la cabina, para facilitar la maniobra de repostaje en vuelo.

### Aviónica
La característica más avanzada del diseño del Intruder estaba el sistema electrónico todotiempo DIANE (equipo digital integrado de ataque y navegación). Los pilares fundamentales del sistema DIANE eran las dos antenas de radar que se ocultaban bajo el gran radomo del avión:
- Un radar de búsqueda Norden AN/APQ-92.
- Un radar de seguimiento Naval Avionics Facility AN/APQ-88, que posteriormente durante la guerra de Vietnam sería sustituido por el Naval Avionics Facility AN/APQ-112 de mejores prestaciones.
- El resto del sistema DIANE lo componían un computador de datos del aire CP-729A, un sistema de navegación inercial AN/ASN-31, un ordenador balístico Litton AN/APQ-61, un radar altímetro AN/APN-141, un presentador vertical AN/AVA-1, un control electrónico integrado AN/ASQ-57, un sistema de navegación doppler AN/APN-153, un sistema de comunicación entre tripulantes AN/AIC-4, un piloto automático en tres ejes AN/ASW-16, un buscador automático de dirección (ADF), un sistema de navegación aérea táctica (TACAM) y un identificador amigo-enemigo (IFF).

### Motores
Grumman optó por incluir los turborreactoress sin postcombustión Pratt & Whitney J52-P-6 de 3860 kg de empuje, los mismos que montaba el A-4D y que ya habían demostrado sus buenas características. Los motores se situaban centrados uno a cada lado del fuselaje y en su parte baja, lo que proporcionaba al avión un mejor comportamiento a la hora del apontaje en portaaviones y el aterrizaje en pistas cortas. Como no se trataba de un avión supersónico, los motores se alimentaban con dos tomas en forma de D situadas bastante adelantadas en el fuselaje. 
Para mejorar tanto el despegue desde portaviones como desde pistas cortas, el diseño inicial incluía unas toberas orientables que podían girar hacia abajo, reduciendo de esta forma el ángulo de ataque del avión y mejorando la sustentación. Justo detrás de las toberas se encontraban dos aerofrenos convencionales, uno a cada lado del fuselaje, que se desplegaban hacia adelante, aumentando la resistencia aerodinámica, para facilitar el bombardeo en picado y el vuelo lento a la hora de apontar y tomar tierra.

### Alas
Las alas del A-6 son muy eficientes a velocidades subsónicas y a baja altitud, donde el aire es más denso, húmedo y pesado, para mejorar su comportamiento de vuelo, en misiones de ataque a baja cota, comparado con aviones supersónicos como el F-4 Phantom II, que está también limitado a velocidades subsónicas cuando lleva bombas como carga útil. Un ala muy similar se pondría en pivotes rotatorios en el posterior avión supersónico de la Grumman, el Grumman F-14 Tomcat, así como un tren de aterrizaje similar. El Intruder está equipado con el “Deceleron”, un tipo de aerofrenos sobre las alas con dos paneles, que se abren en direcciones contrarias, en este caso, un panel sube y el otro baja.

### Tren aterrizaje
El tren de aterrizaje es alto y reforzado para su despliegue en portaviones. El tren de aterrizaje delantero cuenta con dos ruedas y un gancho para la catapulta, este se retrae bajo la cabina de mando; mientras que el tren de aterrizaje principal tiene una rueda cada lado, sujetas cada una a un gran poste que los mantiene una posición recta, para resistir la carga de armas, combustible y los apontajes sobre la cubierta de los portaviones. Estos se retraen bajo la base de las alas.

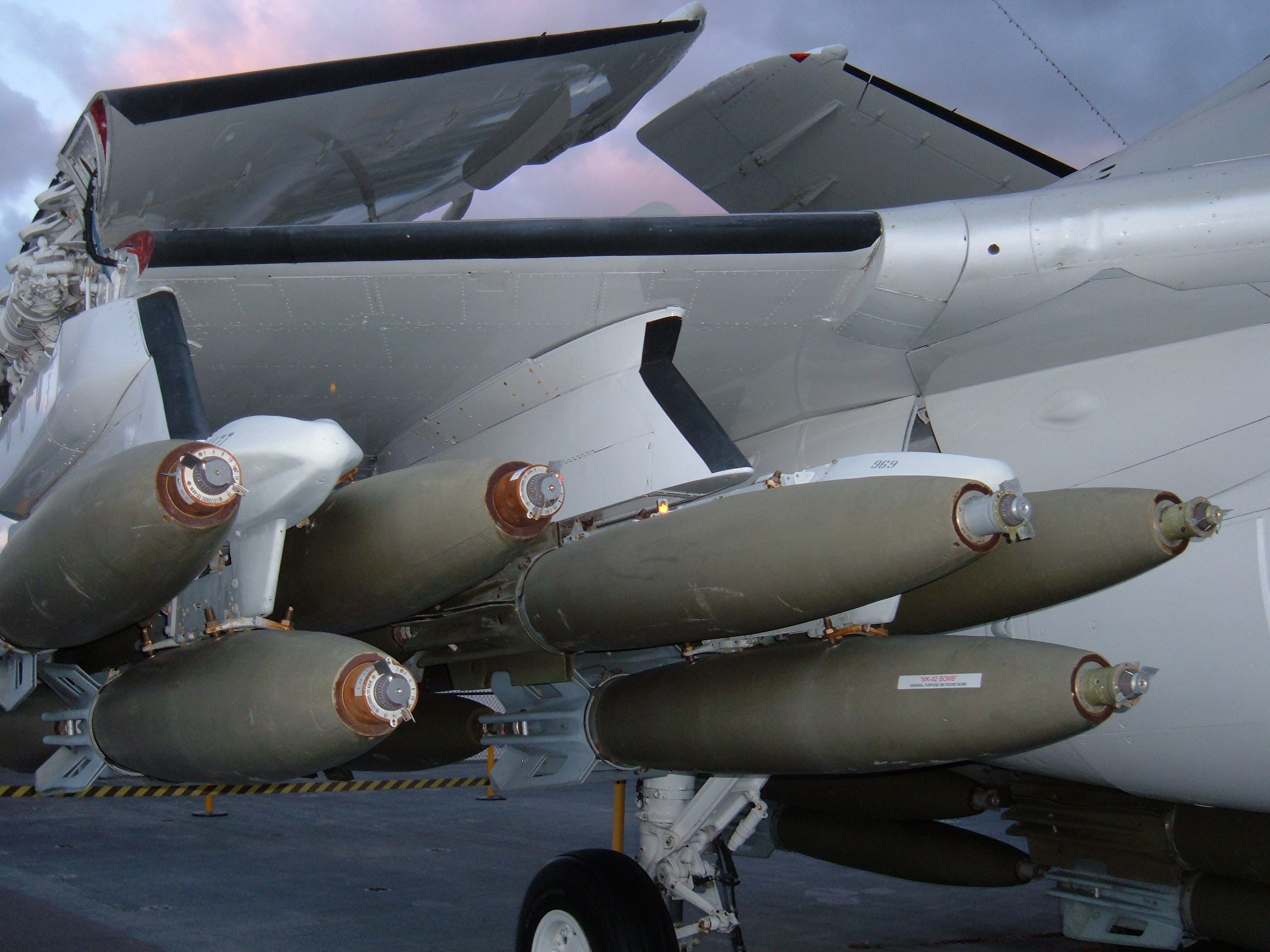
A-6 Intruder con 12 bombas Mk 82 de 500 libras (227 kg) en los dos pilones del ala derecha.
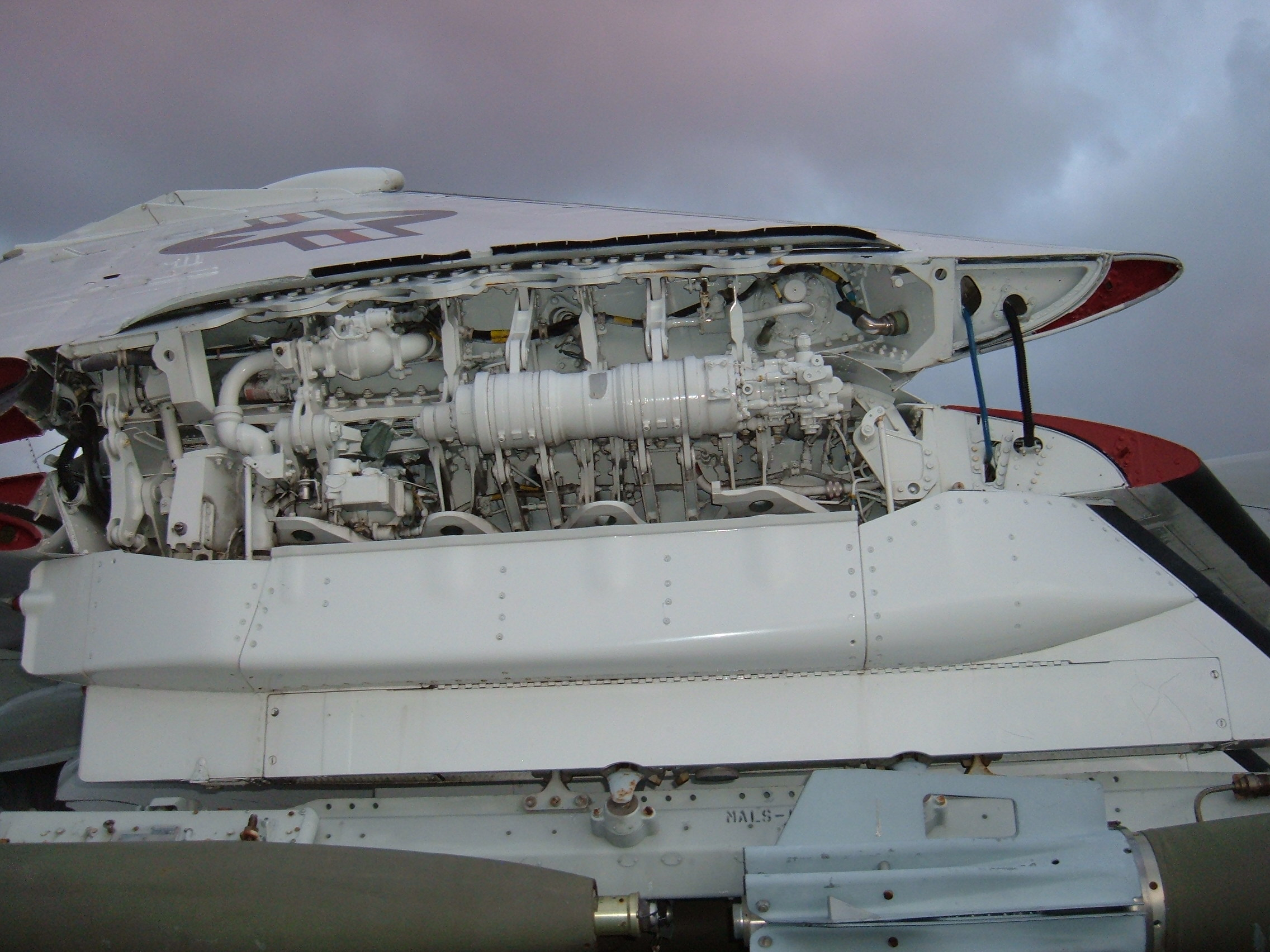
Mecanismo de plegado del ala derecha de un Intruder.
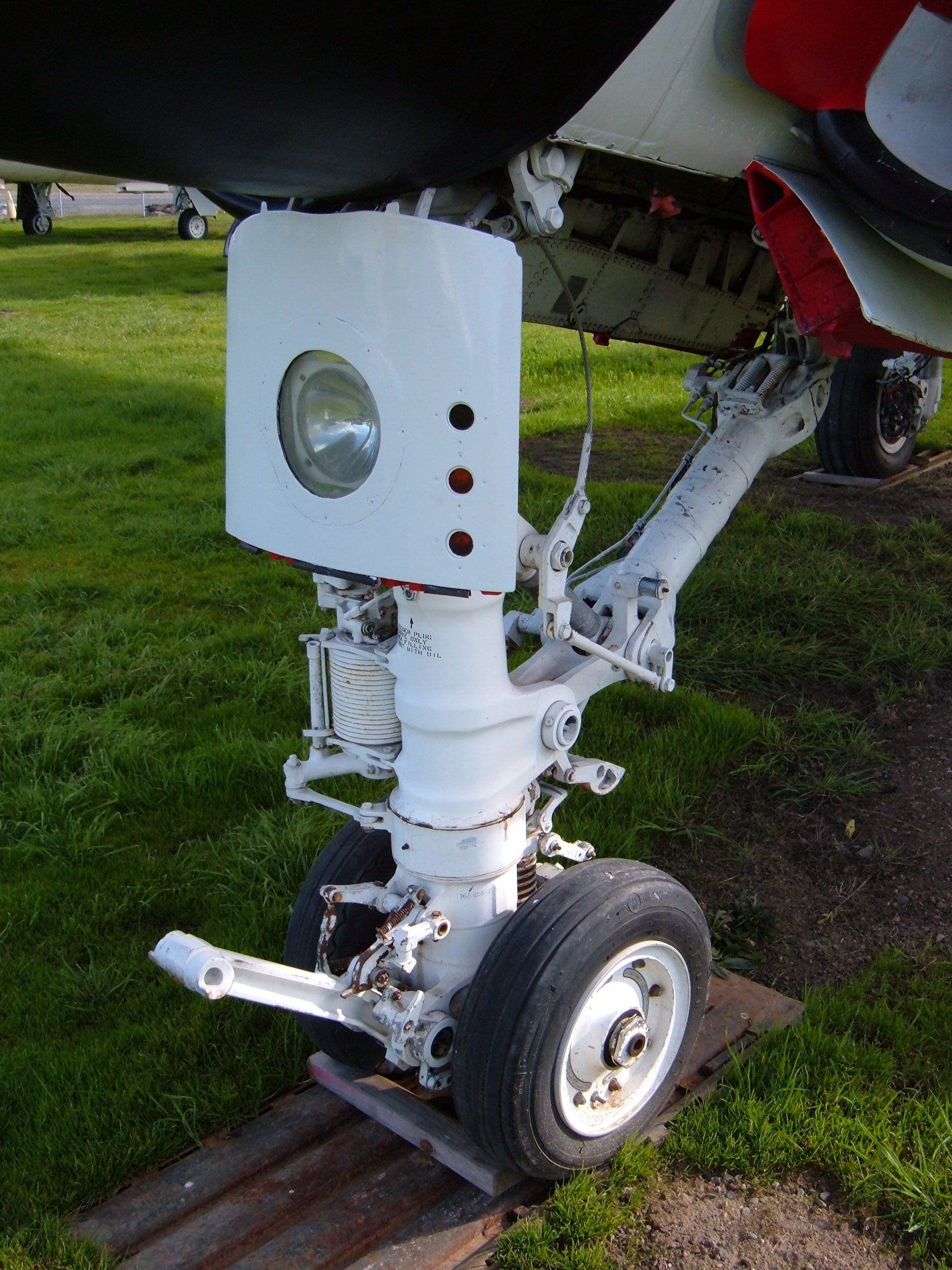
Rueda delantera del tren de aterrizaje de un A-6E Intruder.
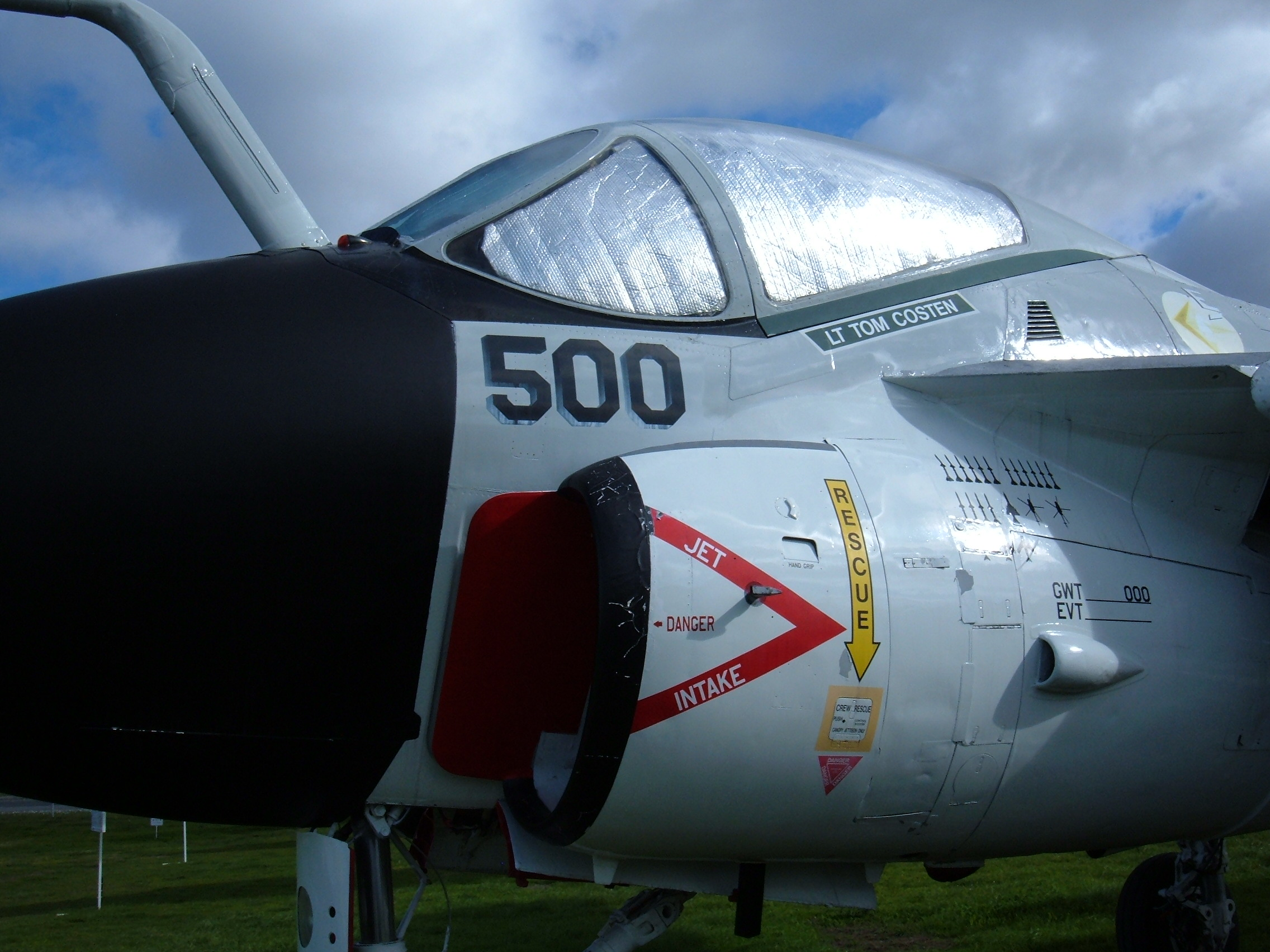
Toma de aire del motor izquierdo de un A-6E Intruder.
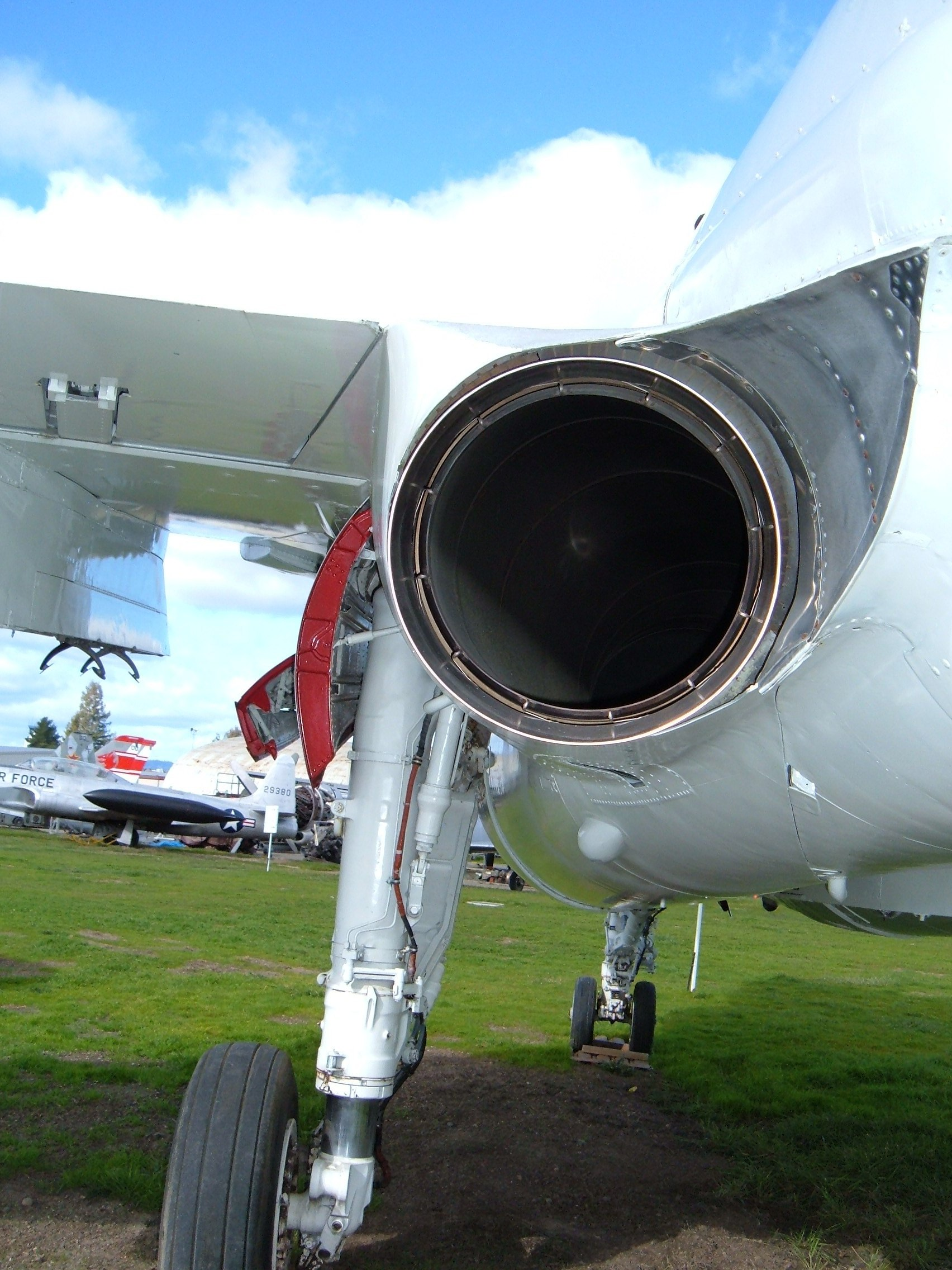
Tobera del motor izquierdo de un A-6E Intruder y rueda del tren trasero.

## Historia operacional

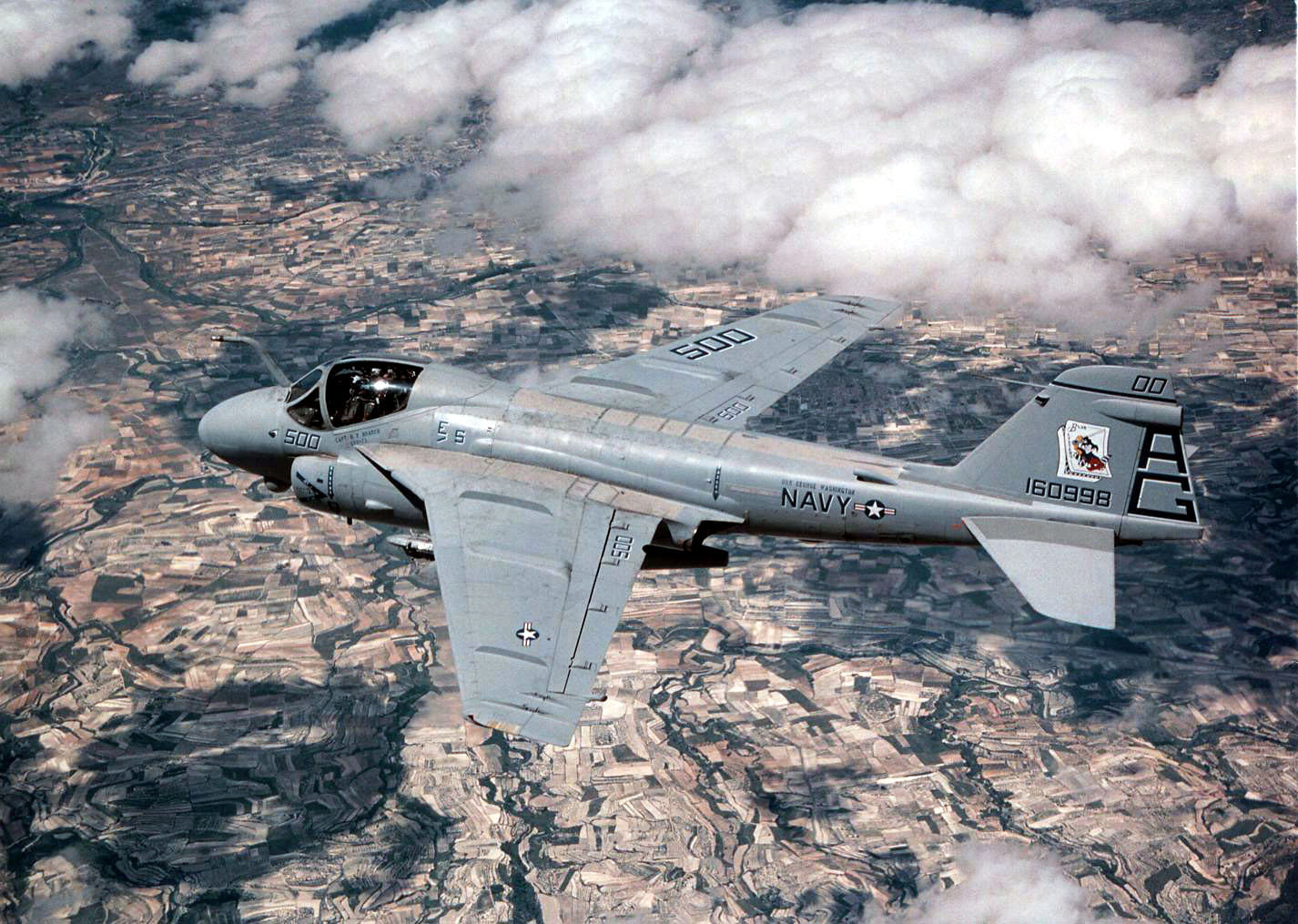
A-6E Intruder, sobrevolando España.

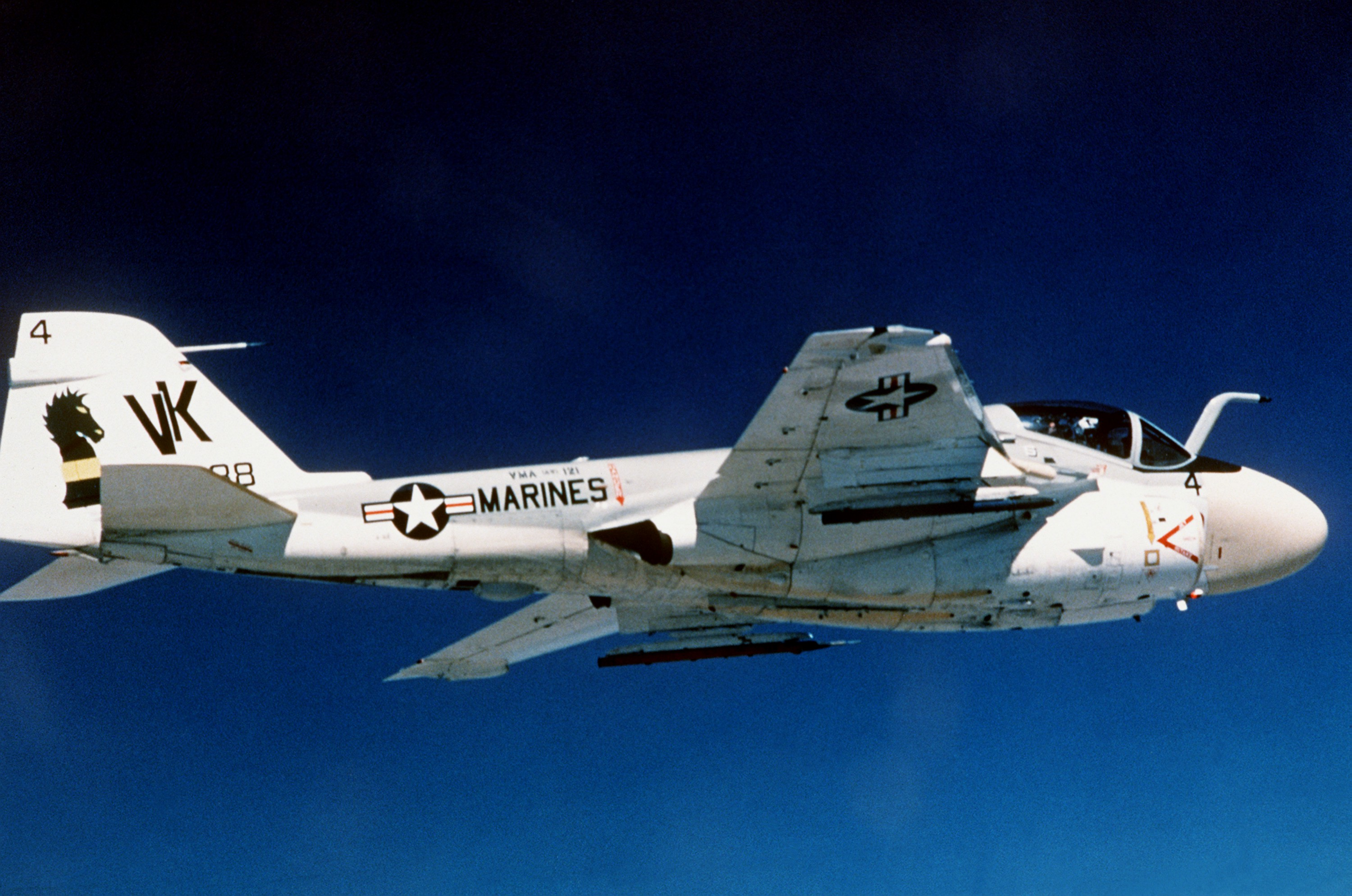
A-6A Intruder.

El Intruder recibió la designación A-6A en 1962, y un escuadrón completo entró en servicio en febrero de 1963. El A-6 se convirtió en el principal avión de alcance medio, con especificaciones de todotiempo y ataque nocturno, desde mediados de 1960 hasta los 90. Como avión cisterna recibió la designación KA-6D, versión que fue usada con los depósitos auxiliares (D-704). Este rol le sirvió para repostar los F-105 Thunderchief y después para los F-111. El A-6 apareció en combate en Vietnam y después en Líbano y Libia. El Intruder también participó durante la operación Tormenta del Desierto en 1991, así como en Bosnia en 1994, pero fue reemplazado del servicio rápidamente a mediados de los 90. Al A-6 se le intentó reemplazar por el A-12 Avenger II, pero el programa fue cancelado. El Intruder fue retirado unos pocos años después, en favor del F-14 Tomcat equipado con LANTIRN, que a su vez también fue reemplazado posteriormente por el F/A-18E/F Super Hornet.

### Vietnam

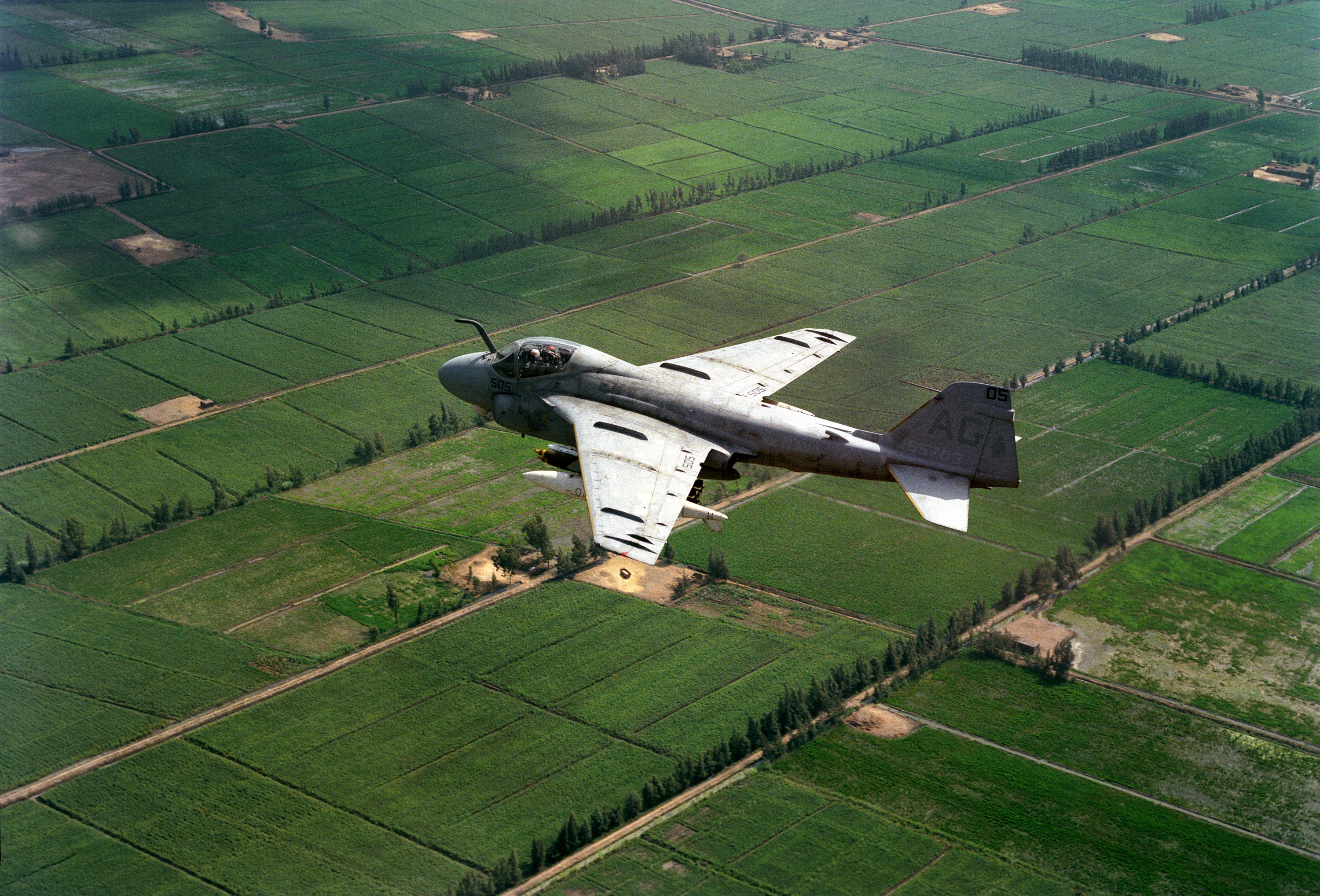
A-6 sobrevolando Vietnam.

El A-6 Intruder fue por primera vez visto en acción durante la guerra de Vietnam, donde del avión fue bastante usado contra objetivos vietnamitas. La aeronave de largo alcance y pesada carga útil (8170 kg/18 000 lb), junto con la habilidad para volar con cualquier condición meteorológica, lo convirtió en inestimable durante la guerra. Sin embargo, esta efectividad en el vuelo bajo y con grandes cargas útiles, lo hicieron vulnerable ante el fuego antiaéreo y en los ocho años que sirvió en el Cuerpo de Marines y en la Armada durante la guerra de Vietnam, fueron derribados 84 aparatos. La primera pérdida ocurrió el 14 de julio de 1965, cuando un Intruder (Escuadrón VA-75) pilotado por LT Donald Boecker y LT Donald Eaton, embarcado en el USS Independence, comenzó un picado sobre un objetivo cerca de Laos. Una explosión bajo el ala derecha dañó el motor del mismo lado, causando que la aeronave se inflamase y haciendo fallar los sistemas hidráulicos. Segundos después falló el motor izquierdo, los controles se congelaron y los dos tripulantes se eyectaron. Ambos sobrevivieron.
El 21 de agosto de 1967, cuatro A-6 Intruder embarcados en el USS Costellation (Escuadrón VA-196), atacaron una vía ferroviaria al norte de Vietnam, un A-6 pilotado por el CRD Leo Profilet y el LCDR William Hardman, recibió un impacto de un misil tierra-aire, su avión fue derribado pero ambos tripulantes eyectaron. Los otros tres A-6 continuaron su misión cuando, de repente, dos de los tres Intruder se separaron del tercero y, posiblemente debido a las tormentas eléctricas y las nubes bajas, se introdujeron a través del territorio de China. Estos fueron atacados y derribados por aviones MiG-19 chinos, no sobrevivió ninguno de los cuatro tripulantes de los dos A-6. El LT Robert Flynn se convirtió en prisionero de guerra y fue repatriado el 16 de marzo de 1973. Una de las más angustiosas historias ocurrió cuando el LT. TJ Coughlin y su tripulante hicieron un amerizaje de emergencia en el mar y, tras un tiroteo con un barco de las fuerzas de la NVA, se movieron hacia la costa donde ocurrió otro intercambio violento, antes de que ambos fuesen rescatados y devueltos a su barco. Durante esas 36 horas, cuatro soldados enemigos fueron neutralizados y dos más heridos.
De los 74 Intruder perdidos por diversos motivos en la guerra de Vietnam, diez fueron derribados por misiles tierra-aire (SAM), dos fueron derribados por MiG, 11 se perdieron por causas operacionales y 56 por artillería antiaérea convencional (AAA). La mayoría de los A-6 Intruder de los Marines estadounidenses fueron emplazados en bases cerca de la costa sur de Vietnam, en Chu Lai y Da Nang. El último Intruder perdido durante la guerra formaba parte del escuadrón VA-35, pilotado por los Ttes. C. N. Graf y S. H. Hatfield, desde el portaaviones USS America; fueron derribados por fuego antiaéreo el 24 de enero de 1973, mientras proporcionaban apoyo aéreo. Los pilotos se eyectaron y fueron rescatados por un helicóptero de la Armada. Veinte portaviones de la Armada estadounidense navegaron a través de aguas del sureste asiático, efectuando ataques aéreos desde el comienzo de 1960 hasta el comienzo de 1970. Nueve de estos portaaviones perdieron A-6 Intruder: el USS Constellation perdió once, el USS Ranger perdió ocho, el USS Coral Sea perdió seis, el USS Midway perdió dos, el USS Independece perdió cuatro, el USS Kitty Hawk perdió catorce, el USS Saratoga perdió tres, el USS Enterprise perdió ocho y el USS America perdió dos.
Durante la guerra de Vietnam, los A-6 realizaron en total más de 35 000 misiones, que comprendían desde el bombardeo de precisión hasta el bombardeo masivo de objetivos, pasando por las misiones de las versiones especializadas.

### Líbano
Los A-6 Intruder fueron más tarde usados para dar apoyo en otras operaciones, como fuerzas internacionales en Líbano (1983). Un Intruder y un A-7 Corsair II fueron derribados en Siria el 4 de diciembre. En el ataque participaron varios A-6E de los escuadrones VA-75 y VA-85 desplegados en el portaaviones USS John F. Kennedy.

### Libia
Los Intruder también fueron vistos en acción en operaciones desde los portaviones USS America y USS Coral Sea durante la operación Cañón el Dorado, en abril de 1986. Los escuadrones que participaron fueron el VA-34 “Blue Blasters” (del USS America) y el escuadrón VA-55 “Warhorses” (del USS Coral Sea).

### Tormenta del Desierto

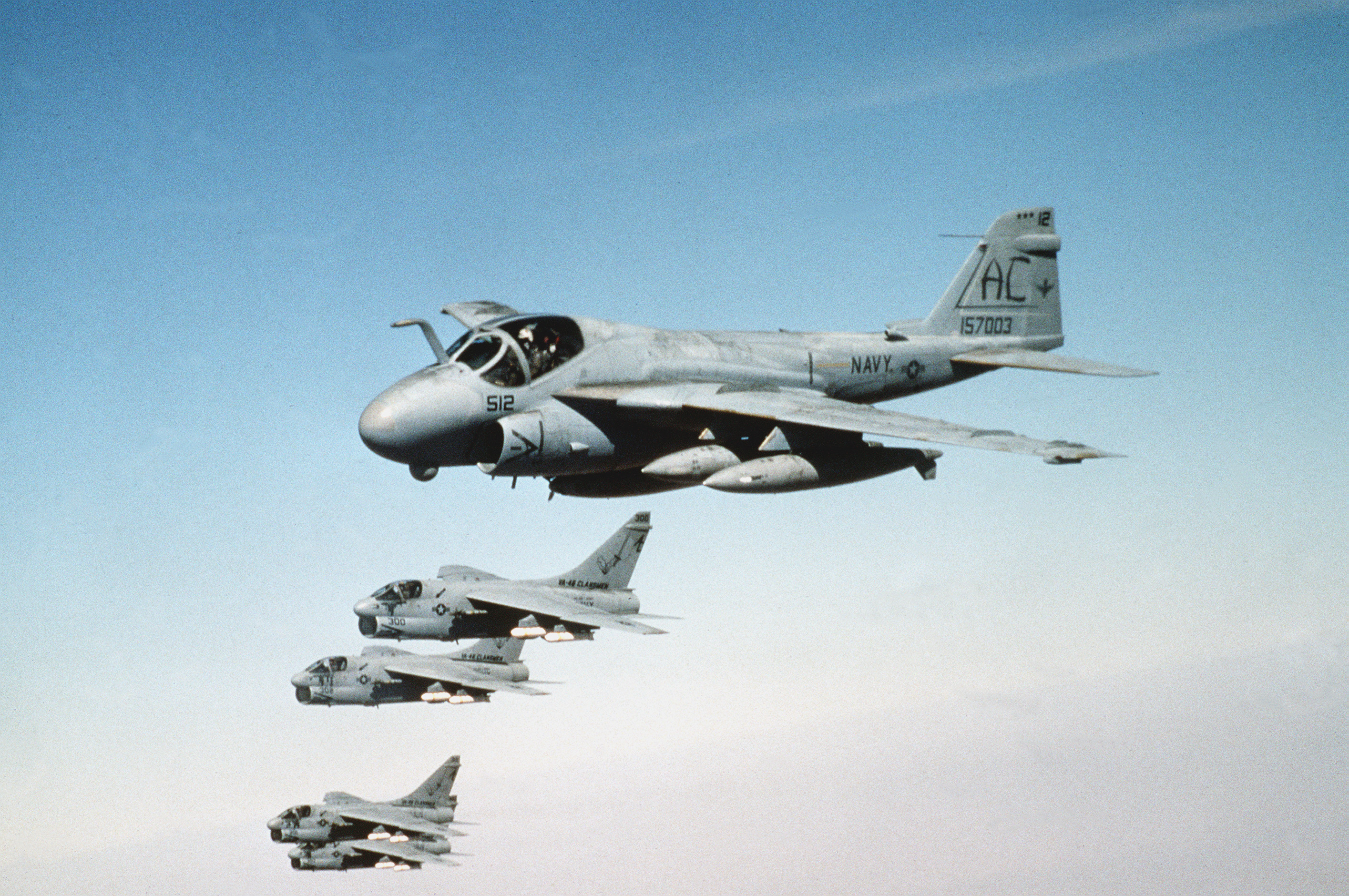
A-6 Intruder junto con A-7 Corsair II.

Durante la operación Tormenta del Desierto, el Cuerpo de Marines y la Armada estadounidenses estuvieron involucrados en más de 4700 salidas de combates, dando apoyo aéreo cercano, destruyendo defensas antiaéreas enemigas, atacando unidades navales iraquíes y atacando objetivos estratégicos.
También fue la plataforma de ataque principal de la Armada estadounidense para lanzar bombas guiadas por láser. La Armada operó los A-6 desde los portaviones USS Saratoga (CV-3), John F. Kennedy, Midway, Ranger, America, y Theodore Roosevelt. Cuatro A-6 fueron derribados en combate por artillería antiaérea (AAA).

### Mantis religiosa
Aviones A-6E del escuadrón VA-95 hundieron la fragata iraní Sahand, de la clase Saam, y a la patrullera Josham, de la clase Combattante II; también resultó dañada la fragata Sabalan. 

### Guerra del Golfo
El A-6E fue el único avión de todo el teatro de operaciones que consiguió una efectividad del 100% en las misiones SEAD y en el lanzamiento de bombas de caída libre. Del total de misiones realizadas por el Intruder, el 72,5% fueron llevadas a cabo por la noche y la mayoría de ellas a grandes distancias, lo que destaca su capacidad de largo alcance, ya que el A-6E apenas requirió repostaje en vuelo en sus misiones.
Se perdieron un total de tres A-6E en combate, uno de ellos alcanzado por un misil SAM y los otros dos por fuego de AAA. Otros tres fueron dañados por armas antiaéreas, pero consiguieron regresar a los portaviones. Dos A-6E resultaron dañados en accidentes.

### Otras operaciones

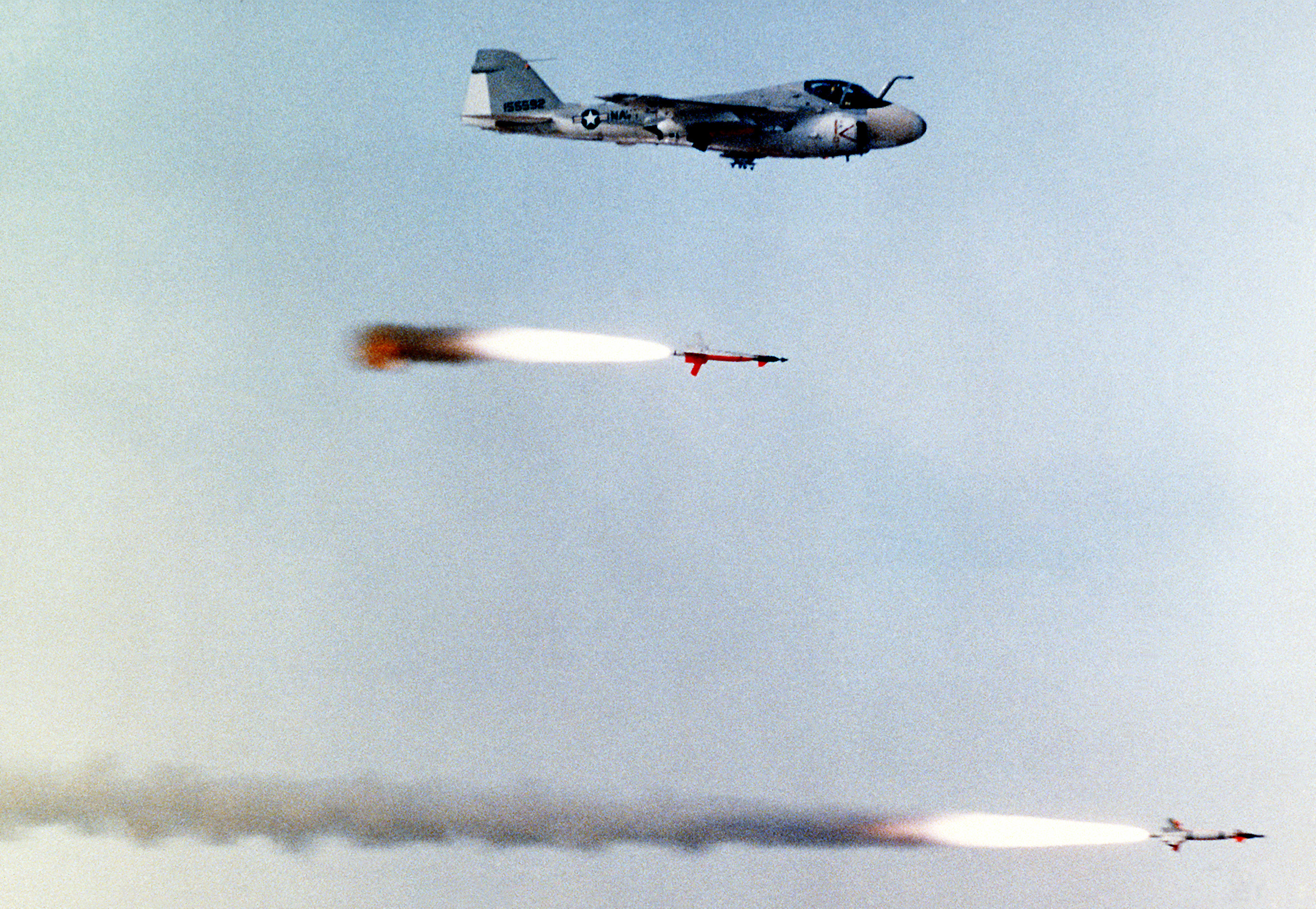
A-6 disparando misiles AGM-123 Skipper II.

Posteriormente a la operación Tormenta del desierto, fueron usados aparatos Intruder para patrullar la zona de exclusión aérea en Irak, dando apoyo aéreo a los marines durante la operación “Restore Hope”, en Somalia. El último A-6E Intruder dejó el servicio en la Armada el 28 de abril de 1993.
El morro largo y redondeado y su delgada cola inspiraron una cantidad de motes, que incluyen “Double Ugly (doblemente feo)”, The Mighty Alpha Six (El Poderoso Alpha Seis)”, Iron Tadpole (Renacuajo de Hierro) y también “Drumstick (Baqueta)”.
Aunque el Intruder no llega a la velocidad del F/A-18 o a su capacidad de combate aéreo, el alcance y capacidad de carga del A-6 permanecerá incomparable para siempre en la flota de aviones estadounidenses. Los últimos Intruder fueron retirados el 28 de febrero de 1997.
Algunos de los A-6 retirados fueron hundidos en la costa de St. Johns County, Florida, para formar un arrecife llamado “Intruder Reef”. Aviones montados sobreviven almacenados en el AMARC (Grupo de regeneración y mantenimiento aeroespacial) de la Base Davis-Monthan de la Fuerza Aérea.

## Variantes

### Prototipos y ejemplares para pruebas

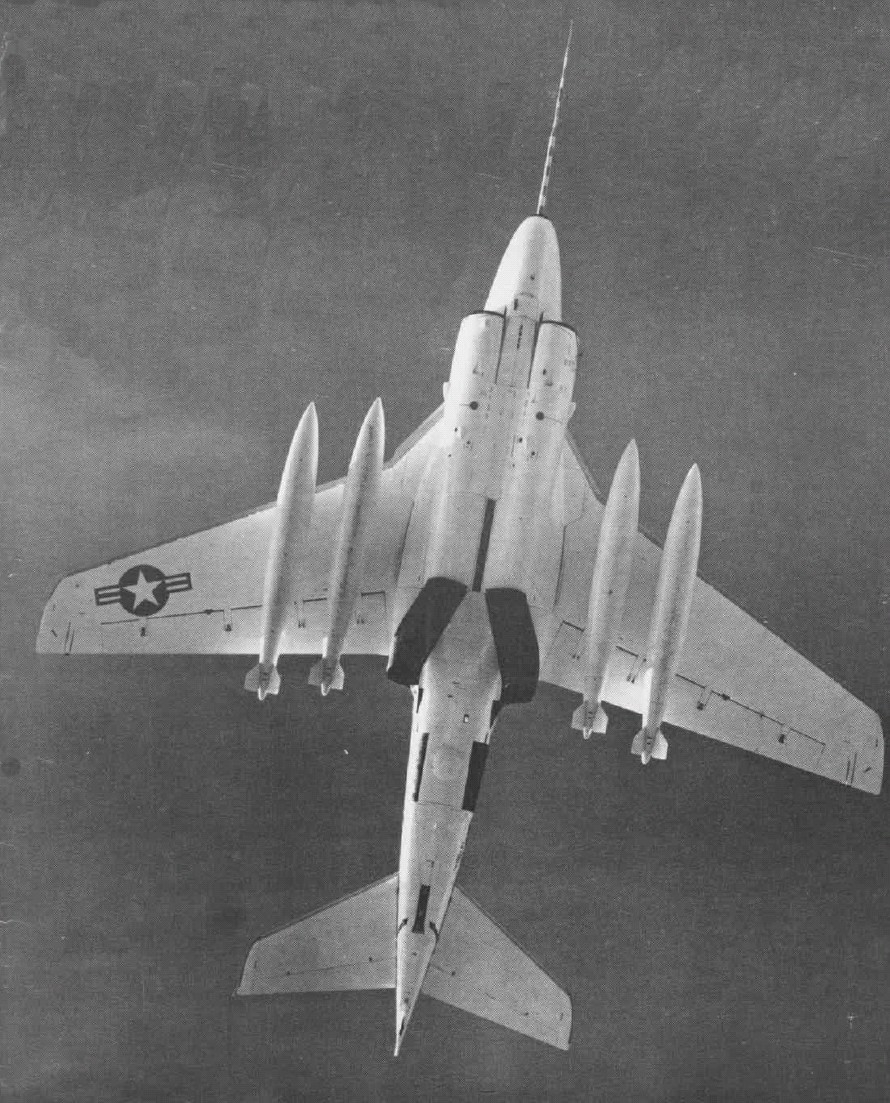
Uno de los ocho prototipos Grumman YA2F-1 en 1960.

NA-6A
Rediseño de tres YA-6A y tres A-6A. Estas seis aeronaves fueron modificadas para realizar pruebas especiales.
YEA-6A
Un YA-6A fue convertido en el prototipo del EA-6A.
YEA-6B
Designación que se le otorgó a dos prototipos de EA-6B, que fueron modificados para realizar pruebas especiales.
NEA-6A
Un EA-6A modificado para realizar pruebas especiales.
YA-6A
Fue la designación dada a los ocho prototipos de preproducción, usados en el desarrollo del A-6A Intruder.

### A-6A

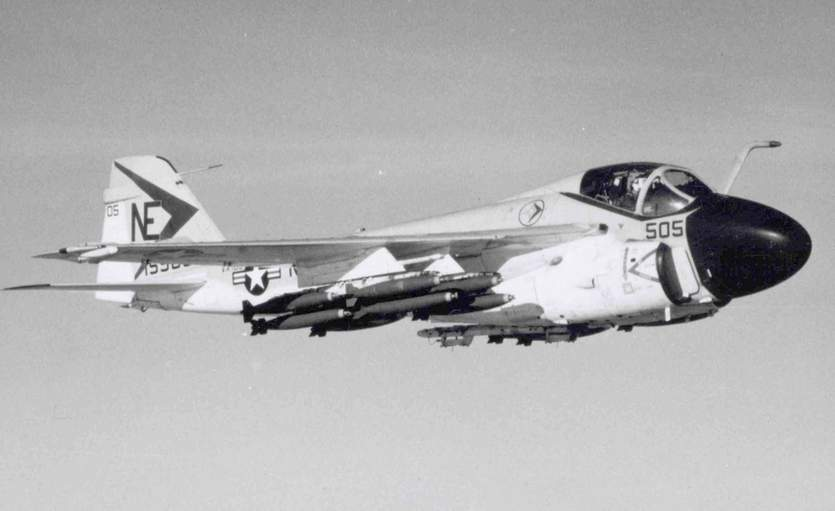
A-6A.

Versión inicial del Intruder, fue construida alrededor de un complejo y avanzado DIANE (Equipamiento Ataque/Navegación digital integrado), intentando proporcionar un alto grado de precisión en el bombardeo, en misiones nocturnas o con malas condiciones meteorológicas. DIANE consistía en un sistema de radar múltiple: El radar de búsqueda Nordem AN/APQ-92 y por separado el AN/APQ-112 de fijación de objetivos, el radar de control de altitud AN/APN-141, y el Doppler AN/APN-153 para proporcionar posiciones mejoradas al sistema de navegación inercial AN/ASN-31. Un computador de datos aéreos, computador balístico integrado en el radar de información del Navegante/Bombardero, a mano derecha del asiento. Un TACAN (Sistema de navegación aérea táctica) y un ADF fueron también incluidos para la navegación. Cuando estaba operativo DIANE, fue tal vez el sistema de navegación/ataque más capaz de su época, dándole al Intruder la posibilidad de volar y combatir incluso en la peores condiciones climatológicas (particularmente importante sobre Vietnam y Tailandia durante la guerra de Vietnam). Sufrió numerosos problemas, aunque varios años después su rehabilitación fue completada.
Un total de 488 A-6A fueron producidos, incluyendo los seis prototipos. Mucho aviones supervivientes se mejoraron y se convirtieron en otras variantes del modelo.

### A-6B

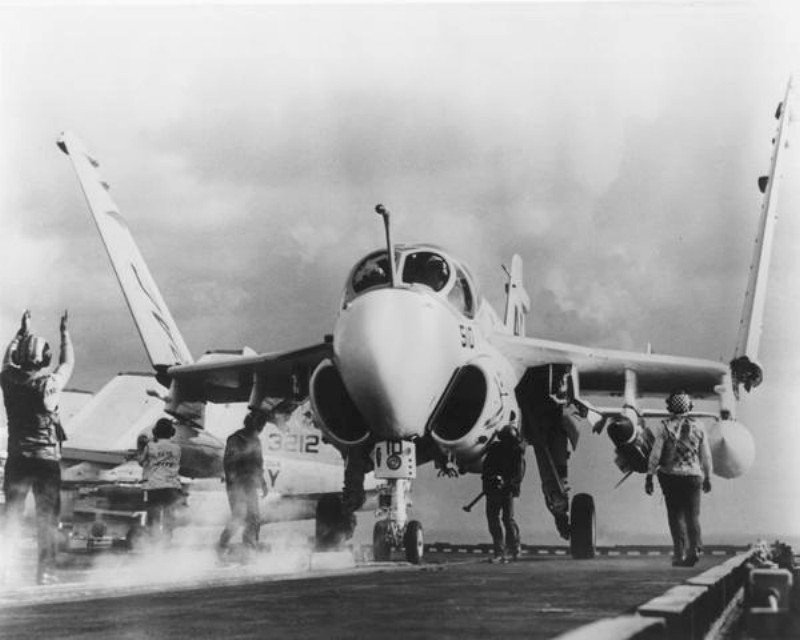
A-6B Intruder.

Para proporcionar a los escuadrones de la Armada con aeronaves SEAD (Defensa aérea contra ataques enemigos) y sistemas SAM, para realizar misiones llamadas “Iron Hand” en el argot de la Armada: 19 A-6A fueron convertidos en A-6B desde 1967 hasta 1970. El A-6B eliminó muchos sistemas de ataque estándar, en favor de equipamiento especializado en la detección y fijación de emplazamientos de radares enemigos, y para guiar misiles tipo AGM-45 Strike y AGM-78, misiles estándar antirradiación. Cinco de estos A-6B se perdieron en combate y el resto, a partir de 1970, fueron convertidos en A-6E. 

### A-6C

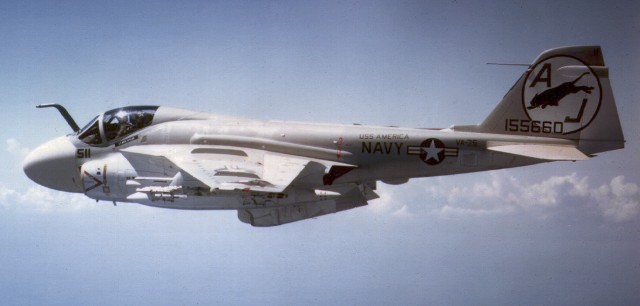
A-6C Intruder.

Doce A-6A fueron convertidos en 1970 en A-6C, para realizar misiones de ataque nocturno contra la Ruta Ho Chi Minh en Vietnam. Fueron instalados un TRIM (sensor múltiple de interdicción de carreteras/sendas) en el fuselaje, para sistemas FLIR (infrarrojo de barrido frontal) y cámaras de televisión de baja luminosidad, así como un “Black Crow”, un sistema de detección de ignición de motores. Uno de estos aviones fue perdido en combate y el resto fue convertido en A-6E después de la guerra.

### KA-6D

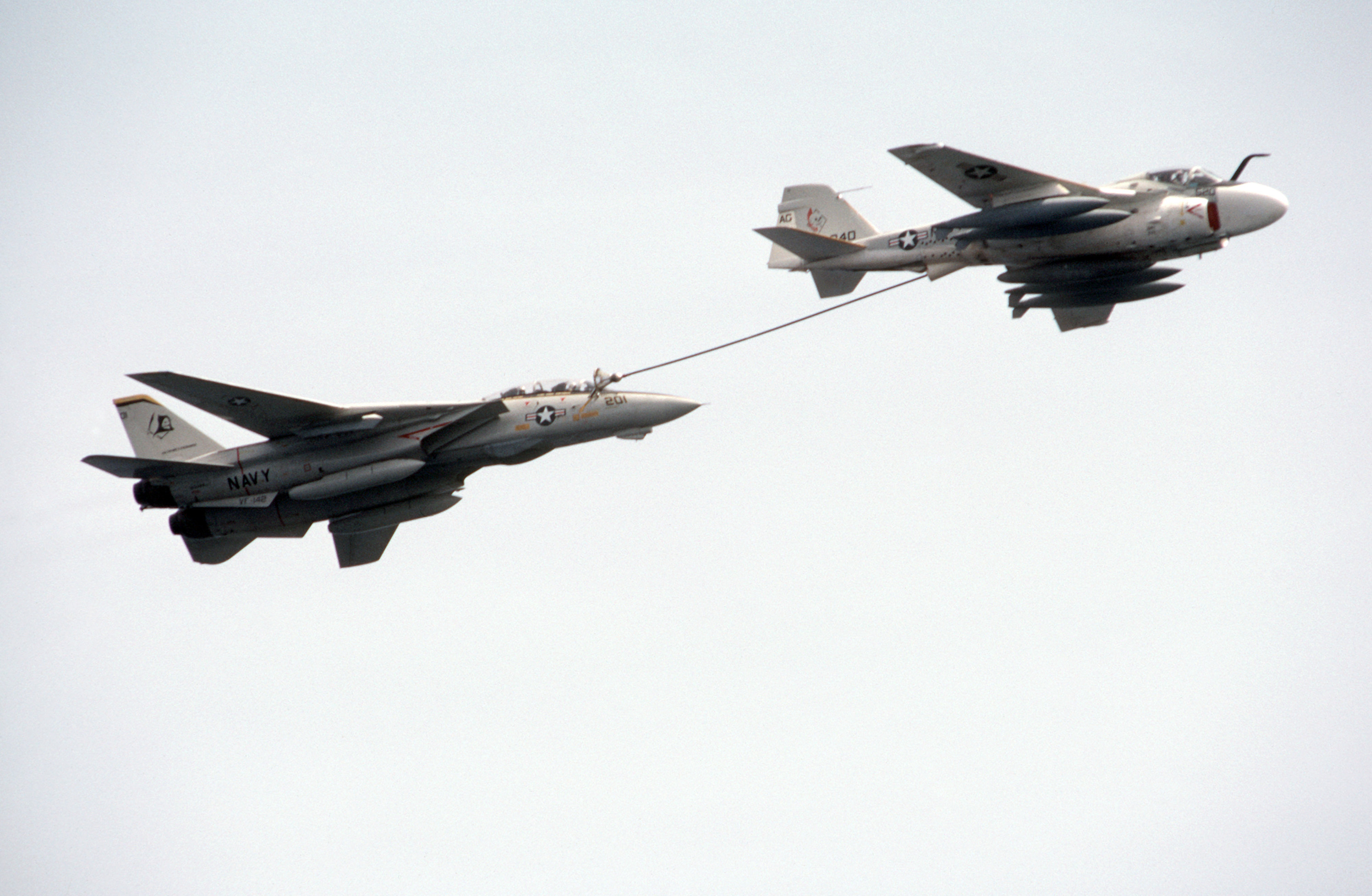
KA-6 repostando un F-14.

En el comienzo de 1970, unos setenta y ocho A-6A y doce A-6E fueron convertidos para usarlos como aviones cisterna, proporcionando apoyo aéreo de repostaje a otras aeronaves de ataque. El sistema DIANE fue desinstalado y un sistema de repostaje interno fue incluido, al mismo tiempo implementaron el depósito externo de combustible (D-704) en la línea central de pilón. El KA-6D podía, teóricamente, ser usado en el papel de bombardero visual de día, pero aparentemente nunca lo hizo, con la carga externa siendo cuatro depósitos. Debido a que estaba basado en una plataforma aérea táctica, el KA-6D proporcionó capacidad de realizar misiones de repostaje de misión. Unos pocos KA-6D fueron desplegados en escuadrones de Intruder, y al retirar esta aeronave se dejó un hueco en la capacidad de repostaje. El S-3 Viking también fue un avión con capacidad de cisterna, pero su transformación y su limitada capacidad de combustible limitaron su papel como tal, hasta que el nuevo F/A-18E/F Super Hornet estuvo operativo.

### A-6E

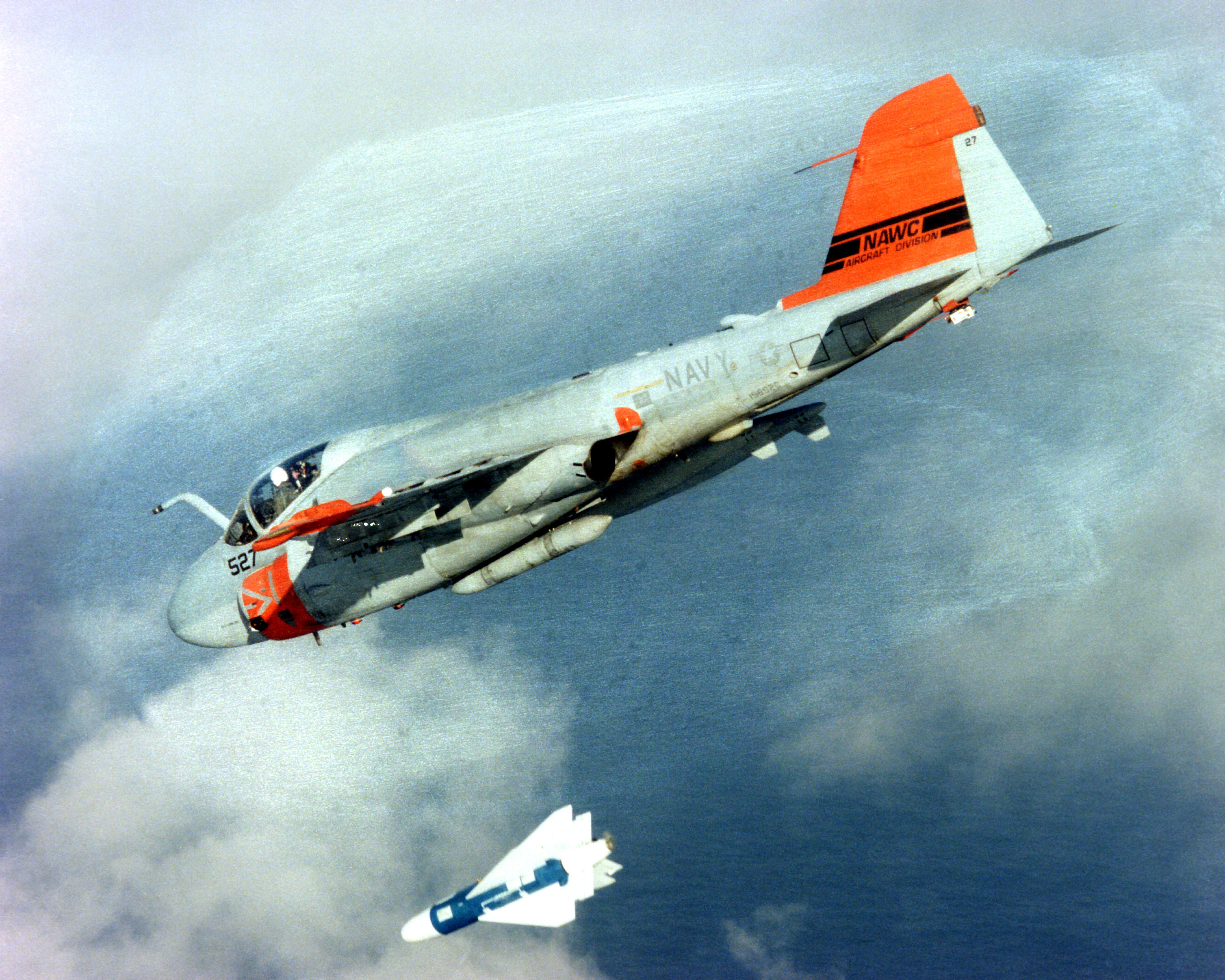
A-6E disparando un misil Walleye II.

La versión definitiva de ataque del Intruder fue introducida en 1970, y su primer despliegue fue en 1971, con una mejora de sus sistemas de ataque y navegación. El sistema original de búsqueda y fijación de radares del A-6 fue reemplazado por un único radar multimodo Norden AN/APQ-148, y los computadores de a bordo, por uno más sofisticado basado en sistemas IC, en oposición al DIANE del A-6A, basado en tecnología de transistores. Un nuevo sistema de navegación inercial AN/ASN-92 fue incluido, para una mejor precisión en la navegación.
A principios de 1979, todos los A-6E fueron montados con el AN/AAS-33DRS (establecimiento de detección y alcance), parte del sistema TRAM (sensor múltiple de reconocimiento y ataque de objetivos), una pequeña torreta estabilizadora giroscópica, montada debajo del morro de la aeronave, contenía el FLIR con un láser designado visualizador de objetivos, y un sistema computerizado IBM/4 Pi. El BN podía usarse junto con el TRAM para realizar misiones de extrema puntería, o usar los sensores del TRAM solo para ataques, sin necesidad de usar el radar del Intruder. El TRAM también permitía al avión designar autónomamente y soltar las bombas guiadas por radar. En complemento, el Intruder usaba el AMTI (indicador de objetivos en movimiento), que permitía a la aeronave fijar un objetivo en movimiento (como un tanque o un camión) y soltar las bombas. También el sistema de computadoras permitía el uso del OAP (offset aim point), dando a la tripulación la habilidad de soltar bombas sin ver al objetivo en el radar, simplemente sabiendo sus coordenadas.
Alrededor de 1990, algunos A-6E supervivientes fueron mejorados bajo el SWIP (programa de mejora de sistemas/armas), para permitirles el uso de las últimas municiones guiadas de precisión, incluyendo los AGM-65 Maverick, AGM-84 Harpoon, AGM-84E SLAM, AGM-62 Walleye y el misil antirradiación AGM-88 HARM. Después una serie de problemas de fatiga en el ala, alrededor del 85% de la flota fue reformada con unas nuevas alas de materiales compuestos de grafito/epoxy/titanio/aluminio.
Los ejemplares totales de A-6E llegaron a 445 aparatos, de los que alrededor de 240 fueron convertidos desde las versiones A-6A/B/C.

### A-6F y A-6G

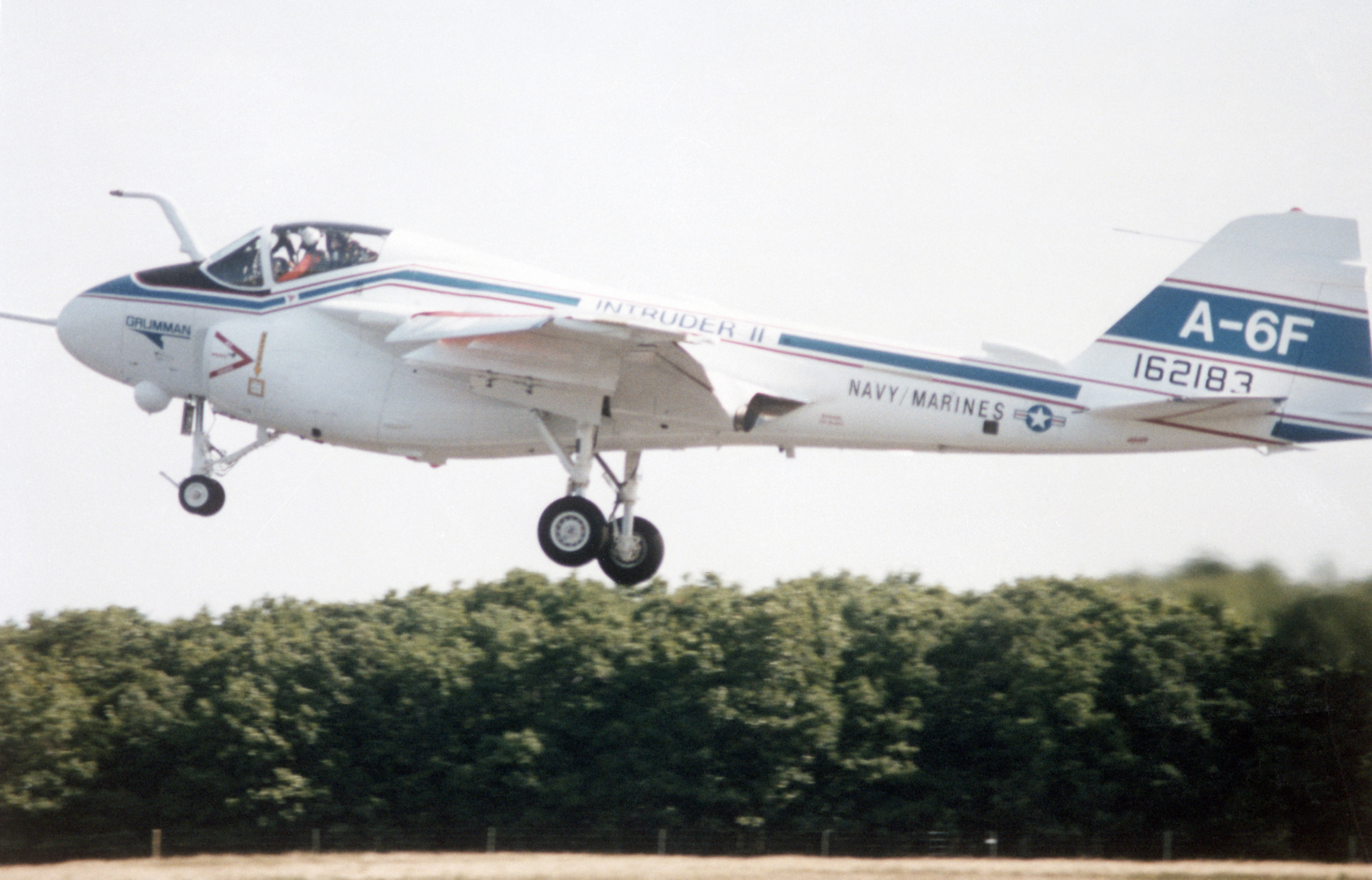
A-6F.

Un avanzado A-6F Intruder II fue propuesto a mediados de los años 80, en el cual se habían reemplazado las turbinas Pratt & Whitney antiguas del Intruder, por una versión sin postcombustión del turbofán General Electric F404, usado en los F/A-18 Hornet, proporcionando mejoras sustanciales en potencia y consumo de combustible. El A-6F habría tenido una aviónica totalmente nueva, incluyendo un radar de apertura sintética Norden AN/APQ-173 y unos indicadores de cockpit multifuncionales; el APQ-173 habría dado al Intruder capacidad de combate aire-aire, con misiles como el AIM-120 AMRAAM, y dos pilones adicionales en las alas serían incluidos para un total de siete.
Aunque fueron construidos cinco desarrollos de esta aeronave, la Armada finalmente decidió no autorizar el A-6F, prefiriendo concentrarse en el A-12 Avenger II. Esto dejó el servicio en un dilema cuando el A-12 fue cancelado en 1991.
Grumman propuso una alternativa más barata al A-6F, el A-6G, que tenía las mejoras de electrónica pero se mantenían los motores existentes. Esta opción también fue cancelada.

### Versiones de guerra electrónica

#### EA-6A

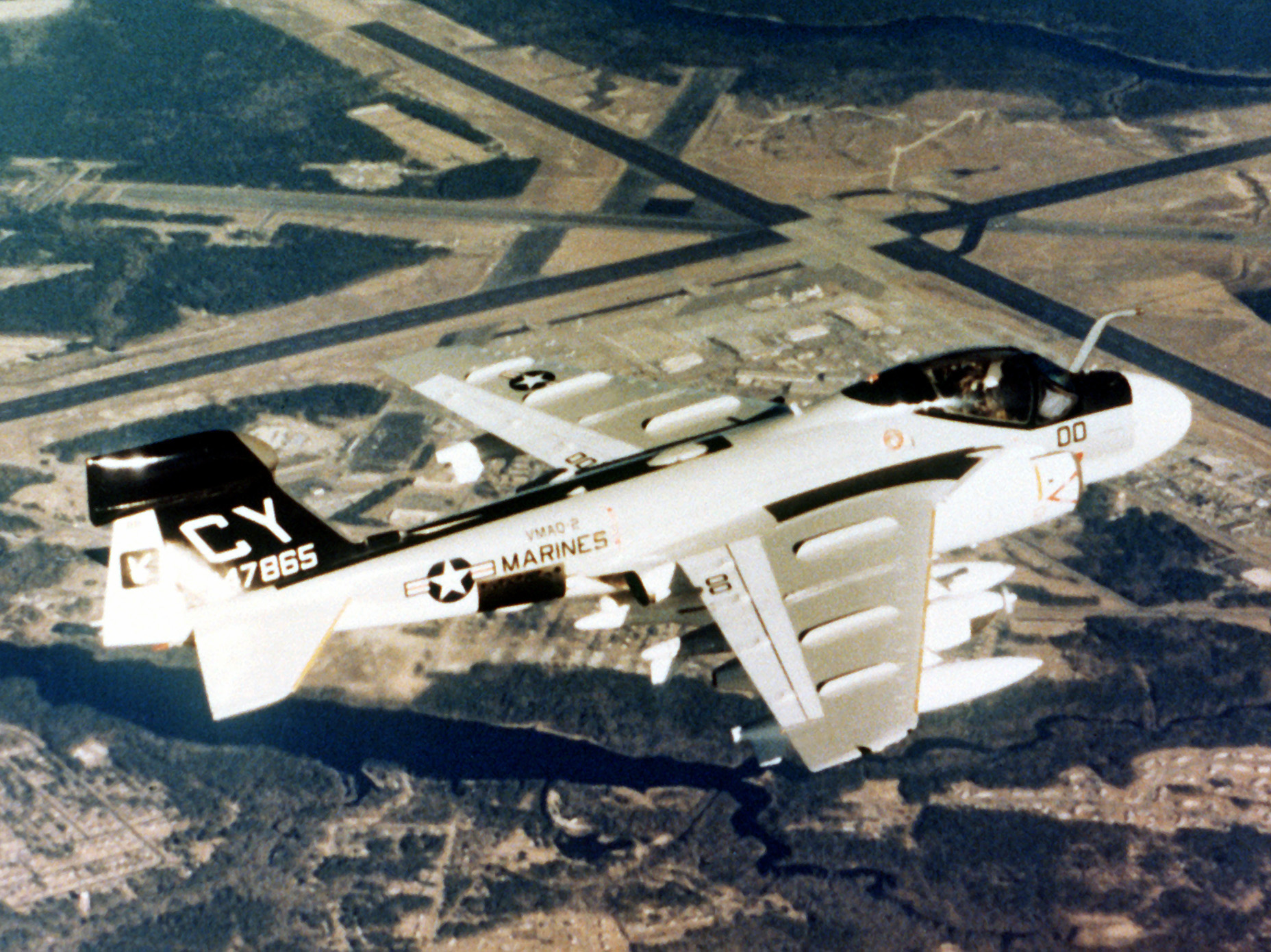
EA-6A Intruder en 1978.

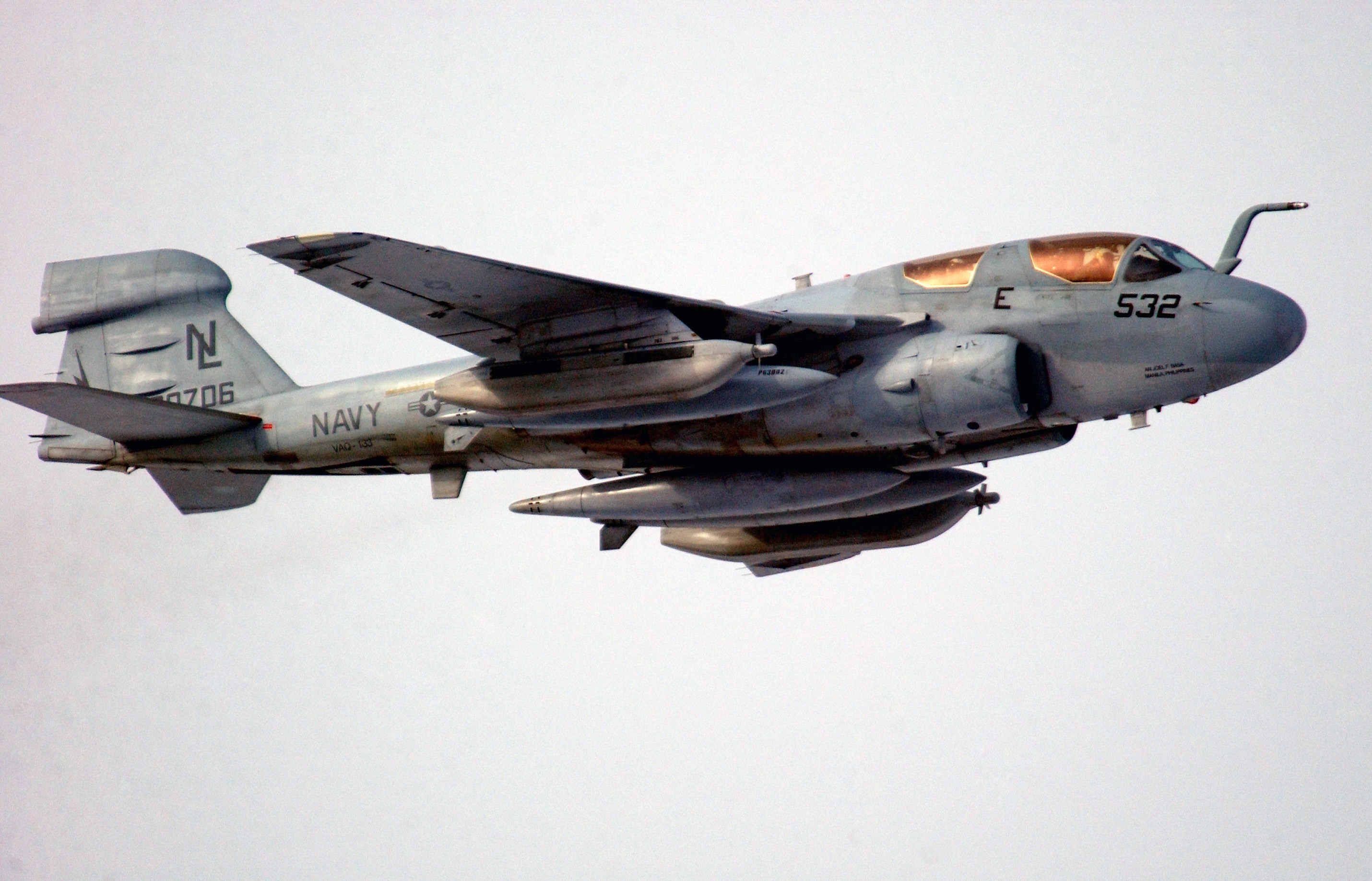
EA-6B Prowler en 2002.

Se desarrolló una versión de guerra electrónica/contramedidas electrónicas (EW/ECM) del Intruder ya al comienzo de la vida de la aeronave, para el Cuerpo de Marines de los Estados Unidos, que necesitaban una nueva plataforma ECM para reemplazar a sus anticuados F3D-2Q Skyknight. Una versión EW del Intruder, inicialmente designada A2F-1H (en lugar de "A2F-1Q", ya que la "Q" se había dividido para pasar a ser la "Q" indicativo de la guerra electrónica pasiva y la "H" de la activa) y posteriormente redesignada como EA-6A, voló por primera vez el 26 de abril de 1963. Esta versión tenía un equipo de contramedidas electrónicas Bunker-Ramo AN/ALQ-86, con la mayoría de la electrónica contenida en el contenedor con forma de nuez ubicado en la cima del estabilizador vertical. Fue equipada con un radar de control de tiro AN/APQ-129 y era teóricamente capaz de disparar el misil antirradiación AGM-45 Shrike, aunque aparentemente no se usó con este fin. El radar de navegación era el AN/APN-153.
Solo se construyeron 28 EA-6A (2 prototipos, 15 unidades nuevas y 11 conversiones de aviones A-6A existentes). Sirvieron en los escuadrones del Cuerpo de Marines en Vietnam. Este fue retirado del servicio de primera línea a mediados de los años 1970, pero continuó estando en uso en las unidades de reserva del Cuerpo de Marines y luego en la Armada de los Estados Unidos principalmente para labores de entrenamiento. El último fue retirado completamente en 1993.

#### EA-6B Prowler
El EA-6B Prowler es un derivado del Intruder mucho más especializado en guerra electrónica, con un fuselaje alargado 1,65 metros para albergar una tripulación con dos operadores de sistemas más y unos sistemas más completos para la guerra electrónica y misiones de supresión de defensas aéreas enemigas (SEAD). Como radar principal se le instaló el AN/APS-130, derivado del AN/APQ-156. El radar de navegación fue mejorado al AN/APS-133, en lugar del AN/APN-153 del EA-6A. En total fueron producidas 170 unidades. El EA-6B pasó a realizar las labores del EF-111A Raven de la Fuerza Aérea de los Estados Unidos, cuando el Departamento de Defensa de los Estados Unidos decidió dejar que la Armada se encargara de todas las misiones de guerra electrónica. El Prowler continuaba en servicio a fecha de 2011, pero está siendo reemplazado por el EA-18G Growler.

## Operadores
Estados Unidos
- Armada de los Estados Unidos
- Cuerpo de Marines de los Estados Unidos

## Especificaciones (A-6E Intruder)
Referencia datos: Quest for Performance

### Características generales
- Tripulación: Dos (piloto y navegante/bombardero)
- Longitud: 16,6 m
- Envergadura: 16,2 m
- Altura: 4,75 m
- Superficie alar: 49,1 m²
- Perfil alar: NACA 64A009 en raíz, NACA 64A005.9 en punta
- Peso vacío: 11 630 kg
- Peso útil: 15 870 kg
- Peso máximo al despegue: 27 500 kg
- Planta motriz: 2× turborreactor Pratt & Whitney J52-P8B.
  - Empuje normal: 41,4 kN (4218 kgf; 9300 lbf) de empuje cada uno.

### Rendimiento
- Velocidad máxima operativa (Vno): 1040 km/h (646 MPH; 562 kt)
- Alcance: 5222 km (2820 nmi; 3245 mi)
- Techo de vuelo: 12 375 m (40 600 ft)
- Régimen de ascenso: 38,7 m/s (7618 ft/min)A-6 Intruder con su armamento en 1962.

### Armamento
- Puntos de anclaje: 5 en total (4 subalares y 1 central bajo el fuselaje) con una capacidad de 8170 kg, para cargar una combinación de:  
  - Bombas: 

    - De propósito general: Mk 81 (250 lb), Mk 82 (500 lb), Mk 83 (1000 lb), Mk 84 (2000 lb), M117 (750 lb)
    - Bombas de racimo: Mk 20 Rockeye II, CBU-89 GATOR (minas)
    - Bombas incendiarias Mk 77 de 750 lb (340 kg)
    - Bombas guiadas por láser: GBU-10 Paveway II, GBU-12 Paveway II, GBU-16 Paveway II
    - Bombas nucleares: B61, B43
    - Varios tipos de minas terrestres y marinas lanzadas desde el aire
    - Varios tipos de bombas de prácticas (Mk 76, BDU-45, LGTR, etc.)

  - Cohetes: 

    - Contenedores de cohetes CRV7 de 70 mm
    - Contenedores de cohetes Zuni de 127 mm

  - Misiles: 

    - Misiles aire-aire:
      - AIM-9 Sidewinder de corto alcance

    - Misiles aire-superficie:
      - AGM-45 Shrike antirradiacción
      - AGM-62 Walleye guiado por televisión
      - AGM-65 Maverick
      - AGM-84 Harpoon antibuque
      - AGM-88 HARM antirradiacción

  - Otros: Hasta 4 tanques de combustible externos de 1200 litros (en los 4 soportes subalares)

## Aeronaves relacionadas

### Desarrollos relacionados
- Grumman EA-6B Prowler

### Aeronaves similares
- Dassault-Breguet Super Étendard
- Blackburn Buccaneer
- Panavia Tornado
- Sukhoi Su-25

### Secuencias de designación
- Secuencia G-_ (interna de Grumman): ← G-125 - G-126 - G-127 - G-128 - G-132 - G-134 - G-159 →
- Secuencia A_F (Aviones de Ataque de la Armada estadounidense, 1946-1962 (Grumman, 1931-1962)): AF - A2F
- Secuencia A-_ (Aviones de Ataque estadounidenses, 1962-presente): ← A-3 - A-4 - A-5 - A-6 - A-7/F - A-8 - A-9 →